# Uvaria mollis
Espèce
Synonymes
- Uva mollis Kuntze[2]

Uvaria mollis Engl. & Diels est une espèce de plantes à fleurs de la famille des Annonaceae. C'est ne liane ligneuse endémique du Cameroun.